# 個室
個室（こしつ）は、一人で独占的に使用できる空間。住宅で使用するものは居室と呼ぶこともある。また、コンパートメントという英語が充てられることが多い。少人数のグループで利用できる空間を指すこともある。
個室は必ずしも住宅の一室とは限らない。医療施設で患者が入院する一人部屋も個室に該当する。大学や企業の職務を行う一人部屋も個室といってもよい。一人用のトイレも個室と呼ばれる。鉄道車両においては、周囲から仕切られたコンパートメント席が設けられている優等列車が存在するほか、寝台列車は個室寝台を連結していることが多い。
個室の特徴は、そこでは個人の秘密が守られるという点である。ストレスや心的な健康の維持増進など、デリケートな問題のある生活場面では意図的に個室を作り出す工夫も必要となる。保育園や幼稚園などの悲しいときに引きこもることができるコーナーは、クッションや大きな積み木で意図的に構築された一種の個室として完成している。また、老人ホームでも、個室化の動きがある。